# Bentota
Bentota é uma cidade da costa sudoeste do Seri Lanca, situada no distrito de Galle da província do Sul. Encontra-se na margem esquerda (sul) da foz do rio Bentota, numa elevação cerca de 3 metros acima do nível do mar cerca de 7 km a sul de Beruwala, 70 km a noroeste de Galle e 80 km a sudeste de Colombo (distâncias por estrada). O nome da cidade supostamente tem origem numa lenda segundo a qual outrora um demónio chamado Bem dominou a margem (tota) do rio.[carece de fontes?]
Bentota é uma estância turística de praia, que dispõe dum aeroporto — o Aeroporto do rio Bentota (IATA: BJT) — e numerosos hotéis de classe internacional. Os turistas são atraídos principalmente pelos desportos aquáticos. A cidade é famosa pela sua produção de toddy (vinho de palma), uma bebida alcoólica feita de seiva de coqueiro.[carece de fontes?]

## História e monumentos
Alegadamente Bentota é mencionada num antigo sandeśa kāvya ("poema de messageiro").[carece de fontes?] Na região há conjunto de cinco antigas viaras (mosteiros budismo). As mais relevantes são as de Galapatha e de Vanavasa, mas há também outras duas perto da de Vanavasa — Modhimalu e Udakotuwa — e uma quinta noutro local.
Segundo a tradição, a viara de Galapatha foi fundada por Saddatissa, irmão de Dutugamunu, rei de Anuradapura entre 161 e 137 a.C., e nela está enterrado um dente do arahant Mahākāśyapa, um dos principais discípulos de Buda Śākyamuni. A viara foi renovada ao longo dos séculos, mas a partir do século XVI, com o domínio de Ceilão, primeiro pelos portugueses e depois pelos holandeses, passou a ser negligenciada.
No século XVII, os portugueses construíram um pequeno forte na foz do rio Bentota, que marcava o extremidade sul dos territórios portugueses na costa ocidental de Ceilão e a que os locais chamavam Parangi Kotuwa (forte dos portugueses). Durante o período holandês o forte foi-se arruinando e um dos seus edifícios maiores foi transformado numa casa de repouso para os oficiais holandeses que viajavam entre Colombo e Galle. Essa casa foi depois transformada pelos britânicos num sanatório costeiro. James Emerson Tennent, o secretário colonial de Ceilão entre 1845 e 1850, relatou no seu livro de 1859 “Ceylon, An Account of the Island” que a casa de repouso em Bentota estava situada no meio de um pequeno jardim e que o local da praia onde o rio desagua no mar, onde havia muita sombra proporcionada por grandes tamarineiras, era um dos locais mais frescos e agradáveis de Ceilão.[carece de fontes?]
No século XIX Bentota passou a ser servida por ferrovia, construída pelos britânicos e que envolveu a construção duma ponte sobre o rio. A linha ferroviária servia principalmente para transportar cocos produzidos no interior sul para a capital.[carece de fontes?]